# Estilo IEEE
 El estilo bibliográfico del Instituto de Ingenieros Eléctricos y Electrónicos ( IEEE ) es un formato ampliamente aceptado para escribir trabajos de investigación, comúnmente utilizado en campos técnicos, particularmente en informática . El estilo IEEE se basa en el estilo Chicago . En el estilo IEEE, las citas están numeradas, pero los números de las citas se incluyen en el texto entre corchetes en lugar de superíndices . Toda la información bibliográfica se incluye exclusivamente en la lista de referencias al final del documento, junto al número de cita respectivo.